# Rhopaloblaste
Rhopaloblaste ist eine Pflanzengattung innerhalb der Familie Palmengewächse (Arecaceae). Sie wachsen in tropischen Tieflandregenwäldern als Unterwuchs oder in der Mittelschicht, seltener in der oberen Baumschicht.

## Beschreibung

### Vegetative Merkmale
Die Rhopaloblaste-Arten sind mittelgroße, einzelstämmige Palmen mit Wuchshöhen von 15 bis 20 Metern. Einzig Rhopaloplaste singaporensis ist schlank, mehrstämmig und unter 5 Meter groß. Die Basis des Stamms ist häufig verdickt. Alle Vertreter sind unbewehrt und monözisch. Der Stamm ist je nach Art schlank (2 bis 4 cm Durchmesser) oder dick (bis 35, selten 40 cm). Die Blattnarben bilden deutliche und auffällige Ringe. Der äußere Stammteil ist schwarz und sehr hart, der innere weich mit wenigen Fasern.
Die Krone besteht aus 5 bis 17 Blättern. Die langen, röhrigen Blattscheiden bilden einen deutlichen Kronschaft am Stammende. Die Rhachis und die Basis der Fiederblättchen sind an den Oberseiten mit braun-schwarzen, häutigen Schuppen besetzt. Die Oberseite der Fiederblättchen ist dunkelgrün und glänzend, die Unterseite stumpf oder bleich grün. Bereits das erste Blatt des Sämlings (Eophyll) ist fein fiederteilig.
Blattscheide, Blätter und Blütenstand sind deutlich behaart, wobei es verschiedene Haartypen gibt. Dicht stehende, braune bis graubraune, sich überlagernde Schuppen finden sich auf den Blattscheiden; angedrückte, häutige Schuppen am Blattstiel; gedrehte, braun-schwarze häutige Schuppen an der Rhachis, die vor allem an der Basis der Fiedern dicht stehen; sowie rötlich braune bis graubraune Schuppen entlang der Unterseite der Mittelrippen der Fiederblättchen. Am Blütenstand ist die Behaarung dünner, an den jungen Seitenarmen befinden sich unregelmäßige Schuppen und manchmal Sternhaare.

### Generative Merkmale
Der Blütenstand steht zwischen den Blättern und ist ein- bis vierfach verzweigt, selten fünffach. Die zwei unteren Zweige sind stark zurückgebogen, mit Ausnahme von Rhopaloblaste singaporensis. Hier ist der Blütenstand reduziert. Im Knospenstadium sind die Blütenstandsachsen wie Eingeweide im Vorblatt und Tragblatt eingerollt. Der Blütenstandsstiel ist kurz, die Blütenstandsachse zwischen 35 und 100 cm lang. Sie trägt zahlreiche Seitenachsen.
Die Blüten stehen entlang der Seitenachsen in Triaden mit einer zentralen weiblichen und zwei seitlichen männlichen Blüten. Die männlichen sind dabei etwas länger als die weiblichen. Jede Triade steht dabei in der Achseln einer lippenförmigen Braktee, lediglich bei Rhopaloblaste ceramica stehen sie in kleinen Gruben. Männliche wie weibliche Blüten haben drei kurze, stark überlappende, rundliche Kelchblätter. Die Kronblätter der weiblichen Blüten sind ähnlich den Kelchblättern, die der männlichen sind länger und stehen klappig. Die männlichen Blüten tragen sechs Staubblätter, die in der Knospe nach innen gebogen sind. Ihre Staubfäden sind an der Basis verwachsen, das Fruchtknoten-Rudiment ist kegelförmig fast so lang wie die Staubblätter. In der weiblichen Blüte befinden sich vier Staminodien, die unregelmäßig zu einem gelappten Ring verwachsen sind. Der Fruchtknoten ist unregelmäßig eiförmig, besitzt ein Samenfach (ist unilokulär), ein Griffel fehlt, dafür gibt es drei auffällige, apikal stehende Narben.
Form und Größe der Früchte sind wichtige Merkmale zur Unterscheidung der einzelnen Arten. Sie sind gewöhnlich symmetrisch, nur bei Rhopaloblaste ceramica leicht asymmetrisch. Die Form reicht von eiförmig über ellipsoidisch bis kugelig. Sie sind 10 bis 35 mm lang und 8 bis 16 mm breit. Unreif sind sie grün, zur Reife werden sie orange-gelb bis rot. Die Narben verbleiben apikal an der Frucht, das Perianth verbleibt ebenfalls an der Frucht, in unterschiedlicher Größe. Das Exokarp ist glatt, das Mesokarp enthält keine Faser-Sklereiden oder Tannin-Zellen, dafür flache Längsfasern in einer oder eher in mehreren Lagen am Rand zum gelben Endokarp.
Die Form der Samen gleicht der der Früchte. Die Samen sind braun bis schwarz, das Hilum ist leicht bis stark an der adaxialen Seite eingedrückt. Das Endosperm ist tief gefurcht, der Embryo steht basal und ist keulenförmig.

## Vorkommen
Die Gattung Rhopaloblaste kommt in Südostasien vor und hat ein sehr disjunktes Areal. Im westlichsten Bereich kommt eine Art auf den Nikobaren, eine weitere auf der Malaiischen Halbinsel und Singapur vor. Nach Osten zu fehlt sie auf Sumatra, Java, Borneo, Sulawesi, den Kleinen Sunda-Inseln und den Philippinen. Auf den Molukken und auf Neuguinea kommen zwei Arten vor, wobei es im Ostteil Neuguineas keine Vorkommen gibt. Je eine Art kommt auf Neuirland und den Salomonen vor.
Die Rhopaloblaste-Arten gedeihen im tropischen Regenwald in Höhenlagen von bis zu 900 Metern. Meist wachsen sie in Tieflandregenwäldern und in tiefer gelegenen Bergwäldern, in mittleren und höheren Bergregionen fehlen sie. Sie etablieren sich leicht in Sekundärwäldern und aufgelassenen Gärten.

## Systematik
Die Gattung Rhopaloblaste wurde 1876 durch Rudolph Herman Christiaan Carel Scheffer in Annales du Jardin Botanique de Buitenzorg Band 1 Seite 137 aufgestellt. Ein Synonym für Rhopaloblaste Scheff. ist Ptychoraphis Becc. Die Gattung Rhopaloblaste Scheff. wird innerhalb der Familie Araceae in die Unterfamilie Arecoideae, Tribus Areceae gestellt, hier jedoch keiner Subtribus zugeordnet.
Roy Banka und William J. Baker akzeptierten in ihrer Gattungs-Revision 2004 sechs Arten:
- Rhopaloblaste augusta (Kurz) H.E.Moore: Sie kommt auf den Nikobaren vor.
- Rhopaloblaste ceramica (Miq.) Burret: Sie kommt von den Molukken bis Neuguinea vor.
- Rhopaloblaste elegans H.E.Moore: Sie kommt auf den Salomonen vor.
- Rhopaloblaste gideonii Banka: Sie kommt auf Neuirland vor.
- Rhopaloblaste ledermanniana Becc.: Sie kommt auf Neuguinea vor.
- Rhopaloblaste singaporensis (Becc.) Hook. f.: Sie kommt auf der Malaiischen Halbinsel und in Singapur vor.

## Belege
- Roy Banka, William J. Baker: A monograph of the genus Rhopaloblaste (Arecaceae). In: Kew Bulletin, Band 59, 2004, S. 47–60.